# 莫尔纳·费伦茨

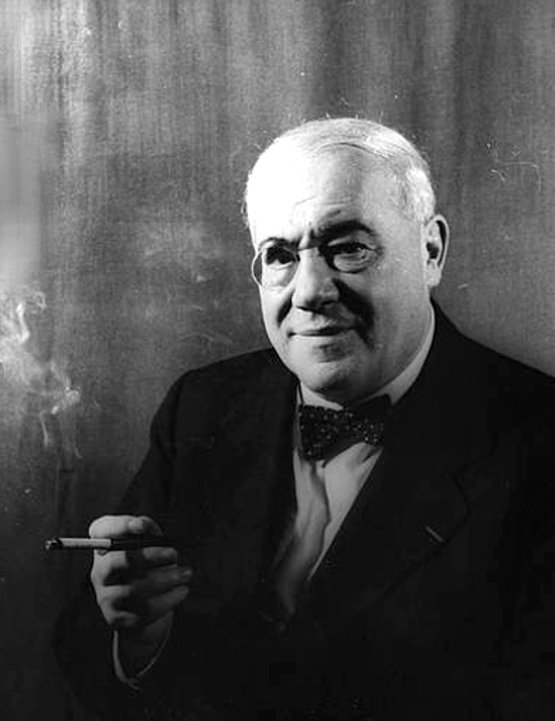
莫尔纳·费伦茨

莫尔纳·费伦茨（1878年1月12日—1952年4月1日）是匈牙利作家、舞台导演、剧作家和诗人。莫尔纳·费伦茨的父母有德国犹太人血統。第二次世界大战期间，他为了逃避納粹當局對犹太人的迫害而移民美国，后来加入美国国籍。他最終在纽约去世。